# Clima della Nuova Scozia
Secondo la nota classificazione dei climi di Köppen, la Nuova Scozia appartiene alla fascia Dfb e Dfc ossia al clima freddo, nivale, a foresta, umido tutto l'anno, con estate calda o fresca, quest'ultima nelle zone più settentrionali della regione. La Nuova Scozia è una penisola, e quindi è in gran parte circondata dal mare, ma si trova anche ad Est dell'enorme massa continentale canadese che in inverno gela quasi per intero. Questi due fattori fanno sì che il clima di questa provincia del Canada abbia caratteri sia marittimi che continentali: marittimo per le temperature più contenute rispetto alle aree interne del paese, per le abbondanti precipitazioni, per la ventilazione sostenuta e le tempeste oceaniche che frequentemente spazzano questa regione, continentale per le forti escursioni termiche, tra la stagione estiva e quella invernale.
Così, se d'estate la fredda corrente oceanica tiene relativamente basse le temperature superficiali dei mari più a Sud, contribuendo a rinfrescare le zone costiere, e limitando in tutta la provincia gli eccessi di calore tipici delle aree più interne del paese, d'inverno, quando le temperature dell'oceano e quelle della Baia di Fundy oscillano tra i 4 °C e i 0 °C, la Nuova Scozia vive stagioni meno rigide delle aree interne canadesi dove le temperature scendono frequentemente anche sotto i -40. Per altro, a fine agosto le temperature delle acque oceaniche che bagnano le coste raggiungono i 18 °C, questo fattore rende attive le brezze marittime prolungando di un paio di settimane, rispetto alle regioni canadesi più interne, la stagione estiva. Solo d'inverno, quando il Golfo di San Lorenzo e lo Stretto di Northumberland ghiacciano completamente, nelle zone più settentrionali della Nuova Scozia l'influenza delle acque marine si annulla. Inoltre la stagione invernale tende a prolungarsi quando a inizio primavera le zone marittime settentrionali restano ancora bloccate dai ghiacci.

## Precipitazioni
Questa regione è l'area con i maggiori quantitativi pluviometrici di tutta la costa Nordorientale compresa tra gli Stati Uniti e il Canada. In effetti la Nuova Scozia ha medie pluviometriche annuali che non scendono sotto i 1000-1100 mm, e gli stessi rilievi della regione, costituiti solo da modeste colline, la cui massima elevazione si trova nella zona più settentrionale, riescono a fare impennare ulteriormente le già consistenti precipitazioni, tant'è che nell'area compresa tra le coste dell'Oceano Atlantico e quelle di Cape Breton si superano i 1600 mm medi annui. Nel resto della provincia si va oltre i 1300-1400 mm, mentre la zona meno piovosa, intorno ai 1000-1100 mm, è quella situata lungo lo stretto di Northumberland, che, ghiacciando in inverno, tende a rendere più estese e stabili le aree di alta pressione che si formano sopra le terre gelide del Canada. Le precipitazioni sono più abbondanti nel semestre invernale e relativamente meno cospicue in estate, ma nel mese meno piovoso i totali pluviometrici medi mensili non scendono sotto i 75-80 mm circa.
In media il 15% delle precipitazioni totali della Nuova Scozia cade sotto forma di neve, valore che sale a circa il 30% nella zona dell'isola di Capo Bretone. Le zone meno nevose sono, ovviamente, quelle costiere più meridionali a cavallo tra l'Oceano Atlantico e la Baia di Fundy, ove cadono poco meno di 150 cm di neve all'anno. I cm superano i 300 nelle zone collinari più interne e nell'isola del Capo Bretone. Le abbondanti nevicate della Nuova Scozia sono anche il prodotto dello scorrimento dell'aria gelida artica o occidentale su superfici marine che generalmente anche nei mesi più freddi dell'anno tendono a non gelare. Fenomeno simile a quello, più famoso, che si verifica lungo le sponde dei Grandi Laghi del Nordamerica (Lake effect snow ). Il periodo dell'anno in cui al suolo sono presenti almeno 2,5 cm di neve varia dai 110 giorni lungo le coste meridionali ai 140 nelle zone interne e più settentrionali.
Per il periodo 1979-1997 si ricava che:
1. su gran parte della Nuova Scozia, si rileva per la prima volta un periodo di almeno 14 giorni consecutivi con neve al suolo avente un'altezza minima di 2 cm: avviene la seconda metà di dicembre, con un anticipo rispetto alla prima metà del mese, sulla parte Nordorientale di Capo Bretone, e un posticipo rispetto alla prima metà di gennaio, nell'estremo Sud della provincia, dove sorge Yarmouth. Al contrario, l'ultimo in cui mediamente si rilevano per l'ultima volta questi parametri sui due terzi della Nuova Scozia, è il periodo di metà di aprile con un anticipo rispetto all'ultima quindicina di marzo nelle zone meridionali della regione[14] e un posticipo rispetto alla metà di aprile nella parte nordorientale di Capo Bretone.[15]
2. In media l'altezza massima annuale che raggiunge la neve al suolo[16] è di circa 40 cm su gran parte della provincia, ma con valori inferiori sulle coste meridionali, e superiori, con punte fino ad un metro, sulle zone centro settentrionali di Capo Bretone, dove, tra l'altro, sorge Sydney, e alcune zone interne della Nuova Scozia a Sudest di Halifax.[17]

Cape Sable, punta Sudorientale della Nuova Scozia, è la zona più mite di tutta la provincia, con più di 6 mesi all'anno senza temperature sotto lo zero. Ma la maggior parte delle zone agricole della Nuova Scozia registrano dai 120 ai 130 giorni senza gelo, da fine maggio ai primi di ottobre, che salgono fino a 140 nelle zone più meridionali, e scendono sotto i 100 nella zona dell'isola di Capo Bretone.

## Venti
I venti sono prevalentemente meridionali o sudoccidentali in estate, mentre si dispongono da Ovest-Nordovest in inverno.
La Nuova Scozia esprime un clima molto ventoso e soggetto a frequenti e repentine variazioni, anche nell'arco delle 24 ore. In una stessa giornata invernale si può passare dal sole alla pioggia e infine alla neve, così come la neve può trasformarsi in pioggia, che subito dopo può ghiacciare o può tornare il sole.
Caratteristica della regione sono le nebbie, a causa di una quasi costante ed elevata umidità nel corso dell'anno. Più frequente nella stagione estiva e lungo le coste, la nebbia è causata dalla differenza termica tra l'Oceano Atlantico e le più elevate temperature dell'aria, ma anche dallo scontro tra le acque più calde e quelle più fredde, la Corrente del Labrador e l'oceano. Spesso queste nebbie marittime tendono ad estendersi anche nelle zone più interne, soprattutto la notte. Infatti la Nuova Scozia è una delle regioni del pianeta con il maggior numero di giorni di nebbia. In alcune giornate si possono avere contemporaneamente veloci e densi banchi di nebbia, vento sostenuto e precipitazioni, che, nel periodo più freddo, possono essere nevose. L'aeroporto di Halifax, essendo più interno rispetto alla città, ha una media di 122 giorni con almeno 1 ora di nebbia, Yarmouth 118, mentre Sydney, zona dell'isola di Capo Bretone, 80.
I giorni senza sole, giorni con meno di 5 minuti di sole, sono circa 83 con un massimo tra novembre e febbraio.
Questa regione atlantica, essendo spesso sede di scontro tra diverse e grosse masse d'aria, soprattutto tra quelle continentali che scendono dall'Artico canadese e quelle meridionali e calde che risalgono lungo le coste orientali, viene frequentemente battuta da forti tempeste oceaniche, profonde depressioni che provocano il crollo della pressione e scatenano venti sostenuti e piogge abbondanti e battenti.
In effetti la Nuova Scozia non solo è la provincia con più tempeste di tutto il Canada, ma può anche essere interessata da tempeste di origine tropicale e addirittura da uragani caraibici che, soprattutto tra la fine dell'estate e l'inizio dell'autunno, risalgono lungo la costa orientale del Nord America. Il più violento degli ultimi tempi è stato certamente l'uragano Juan che ha colpito in pieno la capitale Halifax del settembre del 2003. Nonostante ciò, la Nuova Scozia non ha, a causa delle estati relativamente fresche e di rilievi modesti che non favoriscono la termoconvezione, un numero elevato di giorni con temporali, circa 10 all'anno, mentre i tornado sono piuttosto rari.

## Stagioni
Tutte e quattro le stagioni della Nuova Scozia hanno caratteristiche ben precise.
In autunno si passa facilmente da giornate ancora tiepide a periodi molto freddi, che, grazie alle correnti nordoccidentali, portano nella seconda parte della stagione nevicate anche lungo le coste. In genere la prima sporadica neve sulle zone costiere cade già a novembre. L'estate indiana, l'autunno caldo caratteristico del Nord America, qui è decisamente meno caldo e più raro di quello statunitense, e delle zone centrali del Canada. Questa è anche la stagione, in cui, grazie ai primi freddi, si verifica il fenomeno del foliage, ossia l'esplosione di un'intensa colorazione dalle tonalità pastello, soprattutto rosso e marrone, delle foglie degli alberi decidui.
L'inverno è molto nevoso, con temperature minime che possono scendere al di sotto dei -15º. In questa stagione il repentino cambiamento della direzione dei venti può far variare rapidamente le temperature nell'arco delle 24 ore, passando così, da rapidi disgeli a veloci congelamenti o viceversa. Nei mesi più freddi le medie delle temperature massime delle città costiere della Nuova Scozia sono sotto lo zero, o intorno a questo valore.
Yarmouth, nell'estremo Sud e quindi nella zona meno fredda di tutta la penisola, ha una media termica assoluta, media tra minime e massime, di gennaio di −3 °C. Ma anche in questa stagione, soprattutto quando soffiano le più tiepidi correnti sudoccidentali, le piogge si presentano frequentemente alternandosi con le nevicate. Ovviamente le piogge invernali sono sempre meno probabili man mano che ci si allontana dalla costa e si risale verso Nord. Nei mesi più freddi possono prodursi vere e proprie tormente di neve, almeno 1 o 2 ogni inverno, ossia tempeste che provocano accumuli notevoli in poche ore e venti violentissimi, anche oltre i 150 km/h, e temperature di parecchi gradi sotto lo zero.
Tra le più imponenti serie di tormente che hanno colpito la Nuova Scozia sono certamente da ricordare quelle scaturite da un sistema depressionario Atlantico, ribattezzato, dal nome dell'uragano che aveva colpito la stessa regione nel settembre precedente, White Juan, e che, tra il 17 e il 20 febbraio del 2004, interessò le province Sudorientali del Canada causando nevicate eccezionali e continue. Infatti, alla fine della seconda decade del febbraio di quell'anno, una profondissima depressione atlantica salì verso Nord posizionandosi prima a Sud e poi Est delle coste della Nuova Scozia attivando così venti violenti da Nord-Nordovest. Nei giorni precedenti aria freddissima dal Labrador e dall'Artico orientale del Canada aveva fatto crollare di parecchi gradi sotto lo zero le temperature delle città della Nuova Scozia.
L'arrivo della depressione innescò immediatamente intense tormente di neve che paralizzarono l'intera regione. In alcuni casi le tormente si trasformarono in veri e propri temporali di neve. Le copiose nevicate accompagnate da venti con forza da uragano, in alcuni casi si superarono i 120 km/h, bloccarono il sistema viario e causarono diverse interruzioni dell'energia elettrica, la chiusura di scuole, fabbriche e uffici, I danni furono enormi e incalcolabili, al largo alcune onde raggiunsero i 10/15 metri di altezza. Molte zone batterono i record di accumuli nevosi in un solo giorno. Ad Halifax la neve misurata arrivò all'altezza di 96 cm, a Lower Sackville 91 cm, a Yarmouth 83 cm. Grazie agli accumuli eolici alcuni palazzi furono seppelliti dalla neve fino al 2º o 3º piano. Ci vollero diverse settimane per riportare la situazione alla normalità.. Altri fenomeni pericolosissimi, soprattutto per il traffico stradale, che si verificano nei mesi più freddi dell'anno sono la pioggia e la nebbia sopraffuse e le tempeste di ghiaccio.
La primavera resta fredda, e, fino ad aprile si registra qualche nevicata, mentre da maggio in poi, fra l'alternarsi di piovose perturbazioni oceaniche e i primi calori pre-estivi, si assiste ad un progressivo aumento delle temperature con una vera e propria esplosione di colori grazie al risveglio della vegetazione.
L'estate è tiepida e piovosa con medie massime che generalmente non superano i 22-23°. Di giorno le zone interne, lontane dall'effetto refrigerante del mare, tendono a registrare circa 5 °C in più delle aree costiere. Sono pochi i giorni in cui si registrano valori termici oltre i 28° ma può capitare che aria molto calda dagli Stati Uniti centrali arrivi fin su queste coste facendo schizzare le massime oltre i 30° In questa stagione, soprattutto nelle prime ore del mattino, ma non solo, si formano frequenti, estesi e densi banchi di nebbia.
Sable Island è un'isola appartenente alla Nuova Scozia ma situata a 300 km a sudest da Halifax. È spazzata frequentemente da violentissime tempeste e spesso coperta da spessi strati di nebbia. È l'unico luogo appartenente amministrativamente a questa provincia ad essere inclusa nella fascia climatica C; qui infatti il mese più freddo, febbraio, ha una media termica di −1,4 °C. In compenso la stagione estiva è decisamente fresca. Le precipitazioni sono distribuite tutto l'anno ma con il 9% di neve sul totale delle precipitazioni annue è anche la zona meno nevosa di tutta la Nuova Scozia

## Fenomeni meteo pericolosi
In una regione come la Nuova Scozia dove gli elementi del tempo si esprimono in tutta la loro violenza, viene data molto importanza dai centri meteo regionali, ai fenomeni meteo più dannosi. Sotto un elenco delle manifestazioni meteo più pericolose che interessano questa provincia atlantica.

### Grandine
Per il servizio meteo canadese si parla di grandine quando il diametro del chicco di ghiaccio misura almeno 5 mm. Le grandinate più violente possono essere molto dannose, sia per le proprietà, che per l'agricoltura. Rispetto alle zone interne canadesi e dei Grandi Laghi la Nuova Scozia è meno interessata dalla grandinate, comunque ogni anno questi fenomeni interessano, soprattutto in estate, la provincia atlantica e in particolare le zone interne e occidentali, molto colpita anche la zona di Half Island Cove.

### Piogge violente e nubifragi
In alcuni casi le piogge possono diventare molto intense e assumere forma di veri e propri nubifragi con danni alle colture, alluvioni lampo e frane. La zona centrale della Nuova Scozia, in particolare la zona di Halifax, e, in generale, le coste atlantiche sono quelle più soggette a questi fenomeni.

### Piogge estive copiose
Nei mesi estivi possono manifestarsi forti precipitazioni che possono provocare, soprattutto se durano più giorni, vere e proprie alluvioni. Tra maggio e settembre la possibilità che si verifichino tre giorni di seguito di piogge sono tra il 7% e il 22%, mentre un periodo di piogge di 10 giorni è più probabile che si verifichi sulla parte Centrosettentrionale della penisola.

### Piogge invernali copiose
Così come nei mesi più caldi pure in inverno, anche se le temperature invernali della Nuova Scozia sono mediamente sottozero, non sono rare perturbazioni foriere di piogge battenti. Sono soprattutto le zone atlantiche ad essere soggette a questi fenomeni che diventano ancora più pericolosi quando alle piogge si somma l'acqua delle neve in fusione su terreni precedentemente innevati. In questi casi possono esserci estesi allagamenti e veloci inondazioni. Considerando il periodo compreso tra il 15 dicembre e il 15 aprile i giorni con totali pluviometrici, sia sotto forma nevosa che liquida, superiori ai 25 mm vanno da un massimo di 5-6 giorni sulla costa atlantica orientale, zona di Halifax, 4 su quella settentrionale, fino ad un minimo di 1 giorno, e anche meno, sulle aree al confine con il Nuovo Brunswick. Qui le precipitazioni liquide invernali sono meno probabili e abbondanti.

### Pioggia sopraffusa
In alcune condizioni possono verificarsi precipitazioni liquide ma a temperature sottozero. In questi casi le gocce di pioggia appena toccano una qualunque superficie si congelano all'istante con il risultato di formare pesanti e scivolosi strati di ghiaccio pericolosissimi per le persone e la circolazione viaria, aerea, ed anche per le linee elettriche, che possono essere abbattute dal peso ghiaccio, così come gli alberi, che possono crollare sotto il peso del ghiaccio, danneggiando auto e creare situazioni di pericolo. Nel novembre del 2004 molte zone della Nuova Scozia restarono al buio a causa di persistenti e cospicui fenomeni di piogge sopraffuse che distrussero molti pali elettrici. La frequenza annua di questi fenomeni varia dai 20 giorni, nelle zone costiere del Sud, 30-40 sulle altre zone marittime del Centrosud, fino ad un massimo di 50-60 giorni nella zona meridionale e costiera di Cape Breton Island (regione più settentrionale della Nuova Scozia). Se Yarmouth, città atlantica dell'estremo Sud, registra 5 ore all'anno di piogge sopraffuse, Halifax, sulla costa media atlantica, 20-23 ore, mentre Sydney, costa settentrionale, sale a 35 ore.

### Nevicate copiose
La serie di abbondantissime nevicate che nel febbraio del 2004 interessarono la Nuova Scozia, a causa del tifone "White Juan", si accumularono in un solo giorno fino a circa 1 metro di neve ad Halifax, evidenziano il pericolo derivante da abbondanti depositi nevosi che conducono alla chiusura di scuole, fabbriche e attività commerciali, al blocco del traffico, il crollo di tetti e altri danni. Annualmente il numero di tempeste di neve, con accumuli superiori ai 10 cm, variano da un minimo di 7 sulle coste meridionali e Sudoccidentali, da Yarmouth ad Halifax, ad un massimo di 10-11 nella zona settentrionale della provincia, Cape Breton Island dove sorge la città di Sydney, e Nordorientale al confine con la provincia di Nuovo Brunswick, qui troviamo la città di Amherst. In generale le zone costiere orientali dell'Atlantico sono meno soggette a questi fenomeni rispetto alle zone costiere occidentali e settentrionali.

### Tormenta
Nevicate abbondanti associate a venti violenti e temperature molto basse possono spazzare la Nuova Scozia. Sono tra i fenomeni meteo più pericolosi e possono causare l'abbattimento di linee telefoniche ed elettriche, vaste interruzione della corrente elettrica per diversi giorni, crollo di alberi e numerosi altri danni. Più precisamente, secondo i criteri utilizzati dai centri meteo della Nuova Scozia, si può parlare di tormenta di neve quando dura almeno 4 ore ed è accompagnata da venti oltre i 40 km/h, le temperature sono inferiori ai -3° e la visibilità non raggiunge 1 km. Adottando questi parametri si ricava che in questa provincia atlantica il numero di tormente varia da 3-4 all'anno nell'estremo Nord di Cape Breton Island, a poco meno di 1 sulle zone oceaniche. Yarmouth, nella costa estrema meridionale della regione, registra una media di 11 ore all'anno di tormente, Shearwater, situata a pochi km da Halifax, sulla media. Tuttavia, nei mesi più freddi dell'anno, tutta la Nuova Scozia, senza arrivare a vere e proprie tormente, viene frequentemente interessata da forti nevicate con venti sostenuti e visibilità ridotta che creano problemi alle attività umane.

### Scaccianeve
Quando i suoli sono ricoperti di neve, il vento, se intenso, può sollevarne enormi quantità, rendendo la visibilità limitata e creando numerosi problemi al traffico. Su gran parte della Nuova Scozia si manifestano 3-4 episodi di scaccianeve, con punte di 6 su Cape Breton Island, mentre sulle coste più meridionali atlantiche si può scendere a 1-2 episodi. I giorni con scaccianeve variano da 20 all'estremo Nord, a poco più di 10 sulle coste meridionali atlantiche.

### Freddo estremo
In inverno periodi con temperature molto basse sono frequenti, ma in alcuni casi i valori termici possono sprofondare di alcune decine di gradi sotto lo zero creando pericoli alla fauna, la flora e alle persone, soprattutto i senzatetto e coloro che lavorano all'aperto. Considerando un periodo di 10 anni si possono registrare valori minimi assoluti fino a circa -20 sull'estrema punta costiera atlantica Sudorientale, valori tra i -25 e i -30 sulle altre zone costiere meridionali e, in genere, sulle aree marittime atlantiche affacciate a Est, temperature sui -30 sulle zone costiere settentrionali e occidentali, minime inferiori ai -30 sulle zone interne della penisola della Nuova Scozia e temperature al di sotto dei -35 in diverse aree interne occidentali al confine con il Nuovo Brunswick. Se però consideriamo i valori minimi assoluti mai registrati, troviamo minime intorno ai -25 sull'estremo Sud costiero, sotto i -35 sulle zone costiere centro-settentrionali fino a punte al di sotto dei -50-55 sulle aree interne occidentali della provincia.

### Wind chill molto bassi
La temperatura di raffreddamento è il valore termico, diverso da quello reale registrato dai termometri, avvertito dal corpo quando soffia il vento. Maggiore è la forza del vento e più bassa sarà la temperatura avvertita dall'organismo. In alcuni casi, quando le temperature sono molto fredde, il wind chill può risultare pericolosissimo per la vita umana e provocare veloci congelamenti. Animali, piante, lavoratori all'aperto e senzatetto sono i più esposti al pericoli di venti con temperature molto basse. Nei casi più estremi sono state calcolate temperature da wind chill inferiori ai -60° mentre anche nelle zone costiere meridionali le temperature percepite possono scendere intorno ai -35°. Spesso le zone più soggette ai wind chill più freddi sono proprio le zone costiere (soprattutto quelle settentrionali) perché più esposte ai venti più violenti.

### Fulmini
In genere, ma non sempre, associati a temporali i fulmini sono pericolosi, sia per le persone e gli animali che per gli incendi, soprattutto boschivi, che possono innescare. Sulla Nuova Scozia la maggior parte dei fulmini si genera nella stagione estiva, mentre sono rari nei mesi più freddi. Le zone più interessate da questi fenomeni sono quelle orientali al confine con il Nuovo Brunswick mentre le regioni settentrionali, soprattutto tra Sydney e la baia di Mira, sono quelle meno colpite.

### Temporali violenti
La Nuova Scozia non ha un numero elevato di temporali. Ma anche qui possono comunque colpire, anche con molta violenza, formandosi soprattutto nel corso della stagione estiva. I pericoli del temporali sono provocati dai forti venti, le piogge violente e concentrate in poco tempo, le grandinate rovinose, i fulmini e le trombe d'aria che producono. La zona centrale della Nuova Scozia, da Amherst, al confine con il Nuovo Brunswick, all'entroterra di Halifax e da Truro, sulla baia di Cobequid, a Middleton, la Baia di Fundy, è quella maggiormente interessata da questi fenomeni con circa 4 eventi violenti all'anno. L'estremo Sud costiero, tra Yarmouth e Clarks Harbour, la costa più orientale della penisola di Half Island Cove e le coste più settentrionali della Nuova Scozia, Baia di San Lorenzo, Ingonish e l'isola di Scatarie, sono le zone meno colpite da violenti temporali, solo 0,5 all'anno. Le coste della Baia di Fundy registra fino ad una dozzina di giorni di temporali all'anno. Luglio è il mese in cui sono più frequenti.

### Uragani
Sicuramente i fenomeni meteo più pericolosi che possono interessare la Nuova Scozia sono gli uragani. Infatti ogni tanto, nonostante la latitudine settentrionale della regione, alcuni di essi risalgono pericolosissimi lungo la costa atlantica degli States colpendo la Nuova Scozia. In genere arrivano già declassati a "semplici" tempeste tropicali, ma a volte raggiungono le coste della provincia come veri e propri uragani. In ogni caso gli effetti sono disastrosi. L'uragano del settembre del 2003, di categoria 2 con raffiche fino a 185 km/h, ha causato sia onde fino a 20 metri in una zona poco fuori dal porto di Halifax che piogge battenti. Tutta la regione può essere interessata da questi venti, ma sono soprattutto le zone costiere atlantiche a subire i danni maggiori. Tra il 1901 e il 2000 hanno interessato la regione, 19 tempeste tropicali e 19 gli uragani veri e propri, tre dei quali di categoria 2.

### Tornado
Fenomeni alquanto rari, ma non impossibili sono i tornado. La costa Nordoccidentale è quella più soggetta ai tornado.

### Venti violenti
Abbiamo visto che la Nuova Scozia è una regione molto ventilata, soggetta a venti impetuosi e frequenti: tormenta, scaccianeve, uragani, tornado, tempeste, raffiche in seno a temporali ma anche venti intensi associati a normali depressioni creano numerosi problemi abbattendo alberi, scoperchiando tetti, rallentando il traffico, aumentando la sensazione di freddo. Greenwood poco distante dalla costa sulla Baia di Fundy registra 36 giorni con venti dai 52 km/h di cui 14 con venti a partire dai 63 km/h, Shearwater 16 e 4 giorni, Sydney 19 e 6 giorni, Yarmouth 13 e 2 giorni ma Sable Island ben 73 e 29 giorni. Raffiche record oltre i 140 km/h sono state registrate lungo tutte le zone costiere della provincia con punte, lungo la Baia di Fundy, oltre i 180 km/h.

### Siccità
La Nuova Scozia è una regione che gode in ogni periodo dell'anno di precipitazioni abbondanti. La Siccità, quindi, è un fenomeno molto improbabile ma non del tutto impossibile. Nell'estate del 2001 una prolungata carenza, rispetto alle medie, di precipitazioni colpì alcune zone della Nuova Scozia e del Nuovo Brunswick provocando un calo fino al 50% della produzione di patate, del 50-75% di quella di mirtillo e un calo netto di altri prodotti come il fieno, i fagioli e le mele. Il danno economico fu forte con consequenziale calo del Pil e aumento della disoccupazione. La possibilità che tra maggio e settembre si verifichi un periodo di 10 giorni consecutivi senza precipitazioni sono maggiori nelle zone centromeridionali della provincia atlantica dove è più facile che si propaghino campane di alta pressione provenienti dalle zone meridionali e interne degli Stati Uniti. In ogni caso le probabilità vanno da un massimo del 9-13% ad un minimo dello 0-3%.

### Caldo intenso
Come per la siccità, la provincia atlantica è meno soggetta delle zone interne del Canada a forti ondate di caldo, ma anche qui, se in misura minore rispetto alle zone più continentali, non sono impossibili valori termici elevati. In questi casi aumentano, a causa dell'uso dei climatizzatori, i consumi di energia elettrica. In alcuni episodi i valori massimi termici mai registrati hanno superato i 40°, nell'arco di periodi superiori ai 50 anni, mentre di solito al di sotto di questo periodo temporale i valori assoluti non superano i 35°. I record più alti si sono registrati nelle zone più interne e in alcune zone costiere atlantiche orientali e settentrionali, mentre i valori più contenuti si sono rilevati nelle zone costiere più meridionali.

### Indici di calore elevati
Ovviamente il caldo diventa ancora più fastidioso quando è associato a elevati indici di umidità. Questi due fattori, temperature e umidità elevate, possono rendere la temperatura percepita molto più alta di quella reale, anche oltre i 40°. Da qui fenomeni di afa. In queste situazioni si possono verificare gravi problemi come malattie cutanee e colpi di calore. Si tratta comunque di situazioni molto rare per la regione atlantica. Le zone più soggette a questi fenomeni sono quelle più occidentali e le aree tra il fiume St. Marys River e le basse colline di Cape George, vicino alla città di Antigonish; in queste zone sono state registrate temperature percepite, decisamente più alte di quelle realmente misurate, anche sopra i 45°. In generale i giorni in cui si registrano indici di calore oltre i 30° vanno dai 10, e anche meno, nelle zone costiere più meridionali, ai 30 nella regione occidentale a cavallo del Minas Bacin.

### Nebbie
La Nuova Scozia, soprattutto le zone costiere atlantiche, è una delle zone più nebbiose del mondo. In alcuni casi i giorni di nebbia all'anno possono superare i 130. Con una visibilità molto ridotta i problemi viari possono essere pesanti.

### Alluvioni costiere
In caso di forti venti e intensi cali di pressione le superfici marine possono gonfiarsi di diversi metri. Cicli di marea, configurazione della costa, e uso dei suoli, possono rendere ancora più dannose e pericolose le alluvioni costiere causate da invasioni di acque marine. Nel 1869 la tempesta tropicale "Saxby Gale", che coincise con una forte alta marea, colpì duramente la Baia di Fundy provocando un aumento eccezionale del livello marino con conseguenziali alluvioni in città come Sackville e Amherst. Anche la tempesta "Groundhog Day" provocò alluvioni costiere eccezionali la distruzione di pontili, edifici e barche per danni di decine di milioni di dollari. È soprattutto la zona costiera Nordoccidentale ad essere soggetta a questi fenomeni.